# Cabrera (León)
Cabrera (Cabreira, en leonés) es una comarca situada al suroeste de la provincia de León, comunidad autónoma de Castilla y León, España.

## Toponimia y etimología

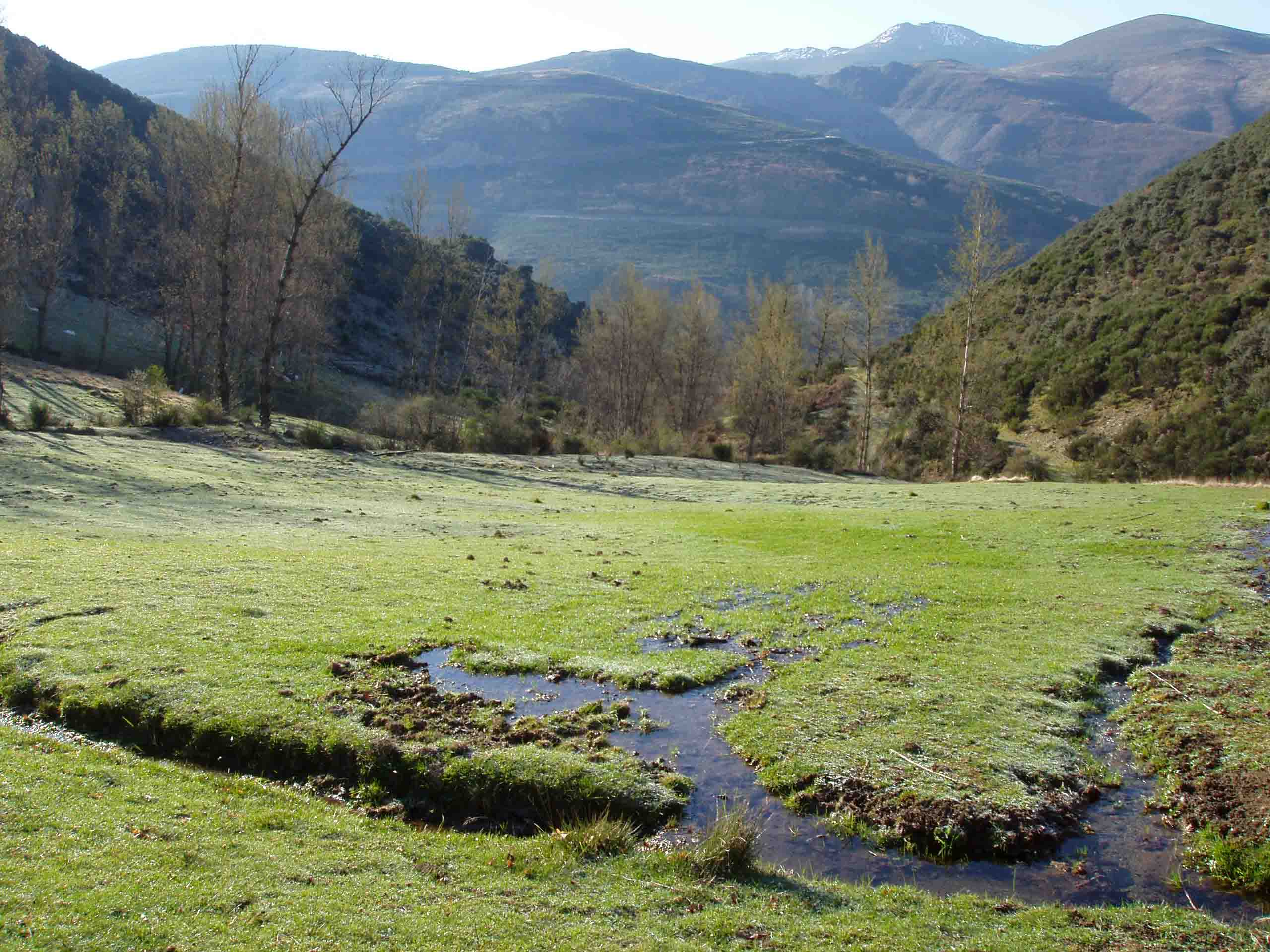
Valle conocido como Valdouteiru en las inmediaciones de Quintanilla de Losada. Del latín VALLIS = 'valle' y de la voz patrimonial latina ALTARIUM = 'otero', derivado de ALTUM = 'alto', con el significado de 'cerro' o 'loma'.

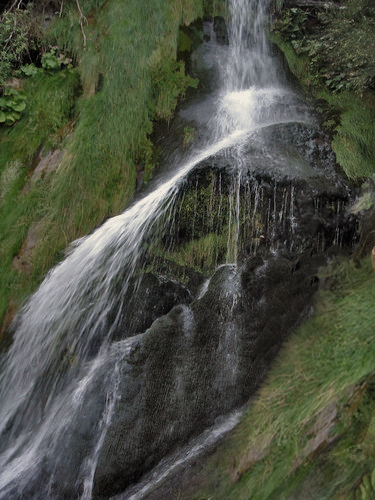
La Fervienza es una cascada o salto de agua situada a escasos kilómetros de La Baña. Este hidrónimo, común en todo el dominio lingüístico asturleonés, hace referencia al aparente efecto de ebullición que hace el agua al romper contra las piedras. Su etimología proviene del latín FERVERE = 'hervir', voz que ha mantenido su forma primigenia en el dialecto cabreirés.

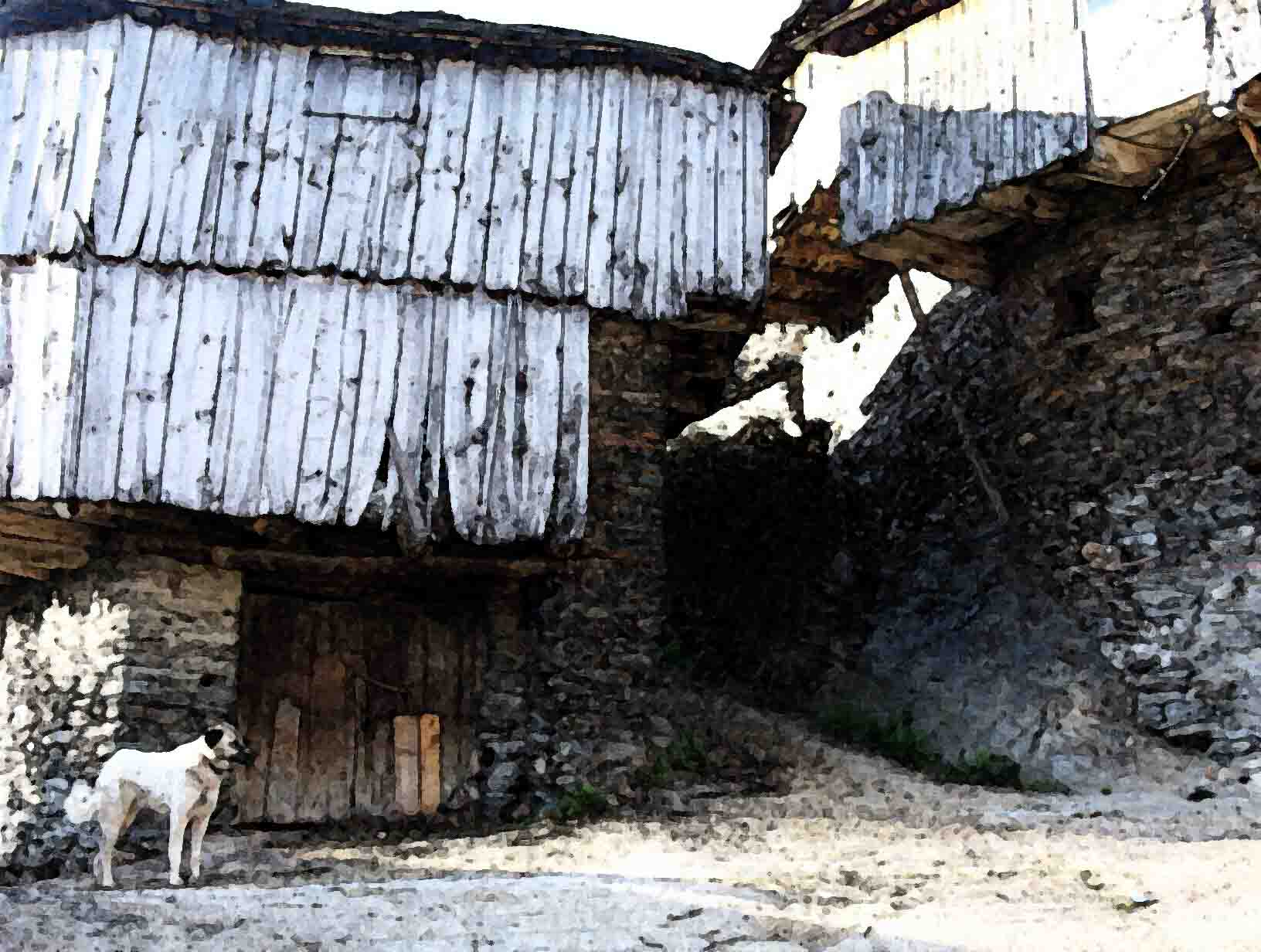
Barrio viejo de Forna

A principios del primer milenio, Cabrera se agrupaba en tres territorios jurídico-administrativos que actuaban de intermedio entre sus habitantes y la corona del Reino de León:
- Ribera: Con una extensión de 289 km, comprendía los actuales municipios de Castrillo, Benuza y Puente de Domingo Flórez.

- Valle de Losada: Cuya superficie de 192 km, iba desde La Baña hasta Nogar.

- Cabrera: De 303 km, también llamada Merindad de Peña Ramiro (donde se encuentra el castillo del mismo nombre) que incluía la actual Cabrera Alta o municipio de Truchas.

En las inscripciones del Tumbo viejo de San Pedro de Montes aparecen con los siguientes nombres:
- Ribera: Riparia, Ribeyra.

- Losada: Lausata, Lausada.

- Cabrera: Caprariam, Capraria, Capreyra.

Los principales ríos cabreiréses figuran en el Tumbo Viejo con otros nombres diferentes a los que actualmente tienen:
- Río Cabrera: Vivei, Vivey, Bidey, Ibei, Ibey e Ybe.

- Río Eria: Aria.

En el caso del río Cabrera pasaron bastantes siglos hasta tener la denominación actual.
Tesis etimológicas
Tomando como referencia las denominaciones del Tumbo Viejo se interpreta el sentido etimológico y sintáctico de la actual Comarca de Cabrera:
- CAPRARIAM → Capraria → Capreyra → Cabreyra → Cabreira.

- CAPRARIAM proviene del latín CAPRA (cabra) y del sufijo de colectividad -ARIAM (-ARIAM → -aria → -eira → -era).

Según la teoría de Jesús García García el nombre del río Cabrera es sinónimo de Ybey. Este autor sostiene que el nombre Cabrera es resultado de la unión de la palabra latina CAPRA, y conjetura la hipótesis de que el nombre Ybey esté relacionado con IBEX (cabra montés), palabra prerromana incorporada al latín por Plinio el Viejo.
Otros estudios contradicen esta teoría al interpretar la estructura semántica de las palabras Ybey, Vivey e Ybe: En todas ellas aparece la raíz IB-. IB- es un hidrónimo paleoeuropeo de origen prerromano cuyo significado se interpreta como agua o agua corriente. Es difícil concretar cual es la lengua originaria del mismo, ya que se encuentran documentados nombres de ríos y humedales que incluyen este hidrónimo en las cordilleras cantábricas, pirenaica, alpina, balcánica, etc. La partícula IB- aparece también de forma manifiesta en el euskera, donde se emplea la palabra ibai (y sus derivaciones) con el significado de río. En cualquier caso, es erróneo atribuir el origen de la raíz IB- al protovasco o a la lengua ibera, ya que el fenómeno se repite también en otras zonas de la hidrografía europea totalmente ajenas al euskera y a la cultura ibera, como es el caso cabreirés.
| Castellano               | Denominación tradicional               | Tumbo viejo de San Pedro de Montes (nombre y datación más antigua) | Etimología |
| ------------------------ | -------------------------------------- | --- | --- |
| Ribera                   | Ribeira                                | Ribeyra (1075), Riparia (1086), Ripeyra (1088), Ripera (1092), Ribeira (1149), Ripeira (1150), Ribera (1150), Riparie (1197) | Del latín RIPA = 'ribera, margen de un río' |
| Losada                   | Llousada                               | Lausata (1093), Lausada (1200), Losada (1217) | De la voz prerromana LAUS(I)A 'losa', 'pizarra' + el sufijo latino -ATA, con un valor abundancial presente en otros topónimos, y con el significado de 'lugar donde hay mucha pizarra'. El nombre alude al antiguo partido territorial de Losada (Llousada) de la Gobernación de Cabrera. |
| Cabrera (territorio)     | Cabreira                               | Capraria (1081), Capreyra (1094), Cabrera (1117), Cabreyra (1150) | Del latín CAPRARIA < CAPRA 'cabra' + sufijo de colectividad -ARIA: 'lugar donde hay cabras o que es indicado para este tipo de ganado’. |
| Cabrera (río)            | Cabreira                               | Vivey (1082), Yvei (1093), Ibey (1094), Ibei (1096), Ybei (1146), Vivei, Bidey, Ybe | - Vivey, Vivei, Ibey, Ybe: Incluyen en su raíz el hidrónimo paleoeuropeo IB de origen prerromano cuyo significado se interpreta como agua o agua corriente. - Cabrera: Del latín CAPRARIA < CAPRA 'cabra' + sufijo de colectividad -ARIA: 'sitio donde hay cabras o que es indicado para este tipo de ganado'. |
| Eria (río)               | Eria                                   | Aria (1138) | Según los vecinos de Corporales el nombre se debe a que el río nace en el prado conocido como Fuente de los Eiros. Se dice que ese praderío se correspondería con las eiras (en castellano, 'eras') donde los romanos trillaban. En lengua leonesa el diptongo ei del nombre cabreirés Eiría se mantiene también en la vecina comarca de La Valdeiría (en castellano, Valdería). |
| Carbajal (montaña)       | Carbayal                               | Carvayal | De la raíz prerromana CARB- = 'ramaje', 'arbusto': de donde la voz CARBA = 'matorral espeso de roble' que del asturleonés carbayu = 'roble' derivó en carbayal = 'lugar poblado de robles'. |
| Morredero (montaña)      | Morredeiru                             | | Del latín vulgar MORIRE = 'morir'. Según la creencia popular, a la cima la denominaron 'Morredero' ("moridero" en asturleonés) porque por allí, con el deshielo, aparecían cada primavera los cuerpos sin vida de los peregrinos que se extraviaban en su periplo hacia Santiago de Compostela. |
| Teleno (montaña)         | Picu Talenu                            | | De la voz indoeuropea TILENIA = 'punta o cumbre de una montaña'. A su vez derivó en la voz TILENUS, Dios venerado por los astures y asimilado después también por los romanos. |
| Truchas                  | Trueitas                               | Tructas (1138) | Del plural latín TRUCTAS 'truchas'. |
| Truchillas               | Truitiellas                            | Trucielas, Trochiellas, Truchielas | Del plural latín TRUCTAS 'truchas' + sufijo diminutivo en -ELLAS > –iellas. |
| Corporales               | Corporales                             | Corporales (930), Corporalis (1202) | Del latín CORPORALIS 'corporal'. |
| Pozos                    | Pozos                                  | Poços, Pozos | Del plural latín PUTEOS 'pozos', con la acepción semántica de 'hoyo', 'hondonada'. |
| Manzaneda                | Mazaneda                               | | Del latín (MALA) MATTIANA = 'manzana' + sufijo de abundancia -ETA = 'sitio donde abundan las manzanas'. |
| Villar del Monte         | Villar                                 | | - Villar: Del latín VILLA 'casa de campo', 'quinta' + sufijo -ALE, que indica relación o de abundancia: 'conjunto de casas de campo' o 'casería separada del pueblo'. - Monte: Del latín MONTE 'elevación del terreno'. En lengua romance tomó el significado de 'arbolado' o 'matorral de terreno inculto'. |
| Quintanilla de Yuso      | Quintaniella                           | Quintanella (1095) | - Quintanilla: Diminutivo en –iella (< latín -ELLA) de quintana, del latín QUINTA 'villa', 'caserío' + sufijo derivativo -ANA. - Yuso: Del latín DEORSUM 'abajo' (Nota: “Yuso” es una palabra de forma estrictamente castellana y nunca debió pertenecer a la tradición oral autóctona cabreiresa). |
| Cunas                    | Cunas                                  | Cunas | Del plural latín CUNAS 'nido', 'cuna', con el probable sentido toponímico de 'depresión de terreno encharcado' o 'empozado'. Según la tradición popular (y al juego de palabras) se considera que es el pueblo más antiguo y por tanto 'cuna' de los cabreiréses. |
| Valdavido                | Valdaviéu, Valdaviáu                   | | Del latín VALLE 'valle' + preposición de + el nombre de posesor romano AVITUS. |
| La Cuesta                | La Cuesta                              | | Del Latín COSTA = 'costado', 'lado', con el significado de 'ladera de una montaña', 'terreno pendiente'. La Cuesta anteriormente se llamó Quintanilla de Arriba (Ver Quintanilla de Yuso) |
| Baillo                   | Vayellu                                | Vayello (1270) | Del latín VADU 'paso de un río', 'vado' + sufijo diminutivo en -ELLUS > -iellu. |
| Iruela                   | Iruela                                 | Eyruela | Del latín AREA 'era' + el sufijo diminutivo -OLA: 'era pequeña'. Su topónimo primigenio en asturleonés se refiere al diminutivo de EIRA = 'Cuadro de terreno en que se majaba el centeno, el trigo, el lino o los garbanzos con el manal. |
| Villarino                | Villarinu                              | | Diminutivo en –inu (< latín -INU) de villar: del latín VILLA 'casa de campo', 'quinta' + sufijo -ALE, que indica relación o de abundancia: 'conjunto de casas de campo' o 'casería separada del pueblo'. |
| Encinedo                 | Encinéu                                | Elzineto (1094), Ezinnedo (1156), Ynzedo (1217), Eizineto, Ezinneto, Ezinedo, Ecinedo, Ycenedo, Izinedo, Izmedo | Del latín ILICE 'encina' + sufijo de abundancia -ETU: ILICETU 'encinar', 'encinedo'. |
| Robledo de Losada        | Robréu                                 | Roudero (1176), Rubredo (1261), Rovredo (1261) | - Robledo: Del latín ROBORE 'roble' + sufijo abudancial latino -ETU, con el significado conjunto de 'robledo', 'robledal'. - Losada: De la voz prerromana LAUS(I)A 'losa', 'pizarra' + el sufíjo latino -ATA, con un valor abundancial presente en otros topónimos, y con el significado de 'lugar donde hay mucha pizarra'. Hace referencia al antiguo partido jurídico-administrativo al que pertenecía. |
| Quintanilla de Losada    | Quintaniella, Quintaniella de Llousada | Quintanella (1093), Quintanella de Lausada (1203), Quintaniela, Quintaniella de Lousada | - Quintanilla: Diminutivo en –iella (< latín -ELLA) de quintana, del latín QUINTA 'villa', 'caserío' + sufijo derivativo -ANA. - Losada: De la voz prerromana LAUS(I)A 'losa', 'pizarra' + el sufíjo latino -ATA, con un valor abundancial presente en otros topónimos, y con el significado de 'lugar donde hay mucha pizarra'. Hace referencia al antiguo partido jurídico-administrativo al que pertenecía.                                                                                                   |
| Ambasaguas               | Ambasauguas, Tramasauguas              | Inter Ambas Aquas, Entranbas aguas | Del latín (INTER 'entre' +) AMBAS 'ambas' + AQUAS 'aguas', con el significado de 'lugar situado donde confluyen dos ríos'. |
| Santa Eulalia de Cabrera | Santolaya                              | Santa Olaya | Del latín SANCTA EULALIA. Está relacionado con la presencia en el Reino astur-leonés de algunos clérigos o monjes que ante el empuje de las aceifas árabes llevaron al reino cristiano la devoción de la Santa de Mérida y actual patrona de la Diócesis de Oviedo. |
| Castrohinojo             | Castru, Castrufonoyu, Castrufenoyu     | Castro Fenoyo, Castrofenoyo, Castro Fenolio | Del latín CASTRU 'fuerte', 'ciudadela', 'sitio fortificado' + FENUCULU 'hinojo'. |
| Trabazos                 | Trabazos                               | Travaços (1150), Travazos (1202), Trauazos | Dos hipótesis: - Derivado del latín TABULA 'tabla', quizá en referencia al material de cubrición de las primitivas casas del lugar, o acaso a la disposición de las tierras del lugar en tabladas. - Derivado del latín TRABE 'viga', 'madero'. |
| Forna                    | Forna                                  | Forna (1095) | Forma femenina del latín FURNU 'horno'. Quizá haciendo alusión a la forma de horno que puede tener el valle donde está hubicado el pueblo. |
| Losadilla                | Llousadiella                           | | De 'losada', procedente de la voz prerromana LAUS(I)A 'losa', 'pizarra' + el sufijo latino -ATA, con un valor abundancial presente en otros topónimos, y con el significado de 'lugar donde hay mucha pizarra' + diminutivo femenino latino -ELLA. El nombre alude al antiguo partido territorial de Losada de la gobernación de Cabrera. |
| La Baña                  | La Baña                                | Avania (1149), Avanna, Avamna, Auanna | Dos hipótesis: - A la vista de sus atestiguaciones más antiguas (Avania, Avanna, Avamna), podría postularse la presencia de la raíz indoeuropea *AB- o *AP- 'agua que fluye', unida a la palabra latina AMNE 'río'. - Del latín vulgar BALNEA, derivado del latín BALNEUM 'baño'. Hace referencia a alguna masa de augua o sitio encharcado. |
| Castrillo de Cabrera     | Castriellu                             | Castrelo (1091), Castrello (1095), Castrielo, Castriello | Del latín CASTRU 'fuerte', 'ciudadela', 'Lugar fortificado' + sufiju diminutivo en -ELLU > –iellu. |
| Nogar                    | Ñogare                                 | Nocar (1041), Nogar (1093) | Derivado de la voz latina NUCARIA = 'nogal'. |
| Saceda                   | Saceda                                 | Salzeda (1106), Sauceda (1188), Salceda, Salçeda | Del latín SALICE 'sauce' + el sufijo de abundancia -ETA: 'saucedal'. |
| Noceda de Cabrera        | Ñoceda                                 | Nozeta (1091), Noçeta (1095), Noceda (1106), Nozeda (1106), Noçeda | - Noceda: Del latín NOCETU = 'nocedal' |
| Marrubio                 | Manrubiu, Marrubiu                     | Marruvio (1270), Maruuio | Del latín MARRUBIU = 'marrubio'. |
| Odollo                   | Oudoyu, Odoyu                          | Abdolio (930), Abodolio (1138), Abadolio (1154), Obdoyo, Odoyo | Es un antropotopónimo; quiere decirse, un topónimo derivado del nombre de un antiguo posesor del pueblo. Proviene del nombre personal altomedieval OBDULIUS, forma latinizada del árabe عبد الله ABDULLAH 'servidor de Dios'. |
| Benuza                   | Benuza                                 | Venuza (1094), Venuzza (1139), Venuça, Uenuça | Este topónimo pudiera tener un origen judío o mozárabe, por cuenta de la repoblación de cristianos de Al-Ándalus llevada a cabo por los reyes leoneses en el siglo X. Su nombre es patronímico que proviene de BEN, que en las lenguas semíticas como el hebréo o el árabe significa 'hijo de', y del antropónimo judío עזה UZZAH 'fuerte', que ya apacere en los textos bíblicos del Antiguo Testamento dando nombre al personaje que guiaba el carro que llevó el Arca de Dios a Jerusalén por orden de David. |
| Pombriego                | Pombriegu                              | Pinbriego (1088), Pombriego (1092), Pembriego (1094), Penbrego (1096), Pombrego (1133), Pombriego (1133), Pimbriego (1140), Pimbrego (1156), Pembrego (1179), Penbriego (1197), Penbirego (1203), Pinbrego (1238), Pimbriago, Ponbriego | Topónimo de etimología nada segura que presenta diversos problemas para llegar a una explicación satisfactoria. Francisco Javier García Martínez propone una combinación –no del todo clara– de PINNA 'peña' + la raíz oronímica prerromana *BERG- + el sufijo de relación -AECU > -iegu. |
| Sotillo de Cabrera       | Soutiellu                              | Soutello (1235) | De la voz latina SALTU 'arboleda', 'pastizal' + sufijo diminutivo -ELLU > –iellu: 'monte o soto pequeño'. |
| Yebra                    | Yebra                                  | Evra (1080), Ebra (1092), , Evra (1094), Hebra (1140), Yevra, Eura | Del término celta EBURA = 'tejo'. |
| Santalavilla             | Saltalavilla                           | | Del latín SALTU 'arboleda', 'pastizal' + artículo + latín VILLA 'casa de campo', 'quinta'. |
| Llamas de Cabrera        | Llamas                                 | Lamas (1075), Llamas | Del plural latín LAMAS 'lugar encharcado', 'terreno húmedo'. |
| Sigüeya                  | Sigüeya                                | Sivuea (1092), Siveya (1137), Siboya (1137), Sivoya (1140), Sivea, Sivoa, | Topónimo de origen celta que apunta a un germen guerrero o defensivo, al estar compuesto por los términos SEGO 'victoria', 'fuerza' y BRIGA 'fortaleza', 'poblado fortificado', adquiriendo así el sentido original de 'fortaleza victoriosa' o 'castillo fuerte'. |
| Lomba                    | Llomba                                 | Lomba (1095) | Del latín LUMBU 'lomo', 'espinazo', donde en sentido figurado derivó en llomba 'loma', 'pequeña elevación de terreno', 'otero'. |
| Silván                   | Silván                                 | Silvan (1140), Silvam | Del genitivo del antropónimo latino SILVANUS, que sería el posesor de una (VILLA) o (FUNDUS) SILVANI. |
| Puente de Domingo Flórez | A Ponte                                | | Del latín PONTE 'puente' + nombre de su poblador o fundador (Domingo Flórez). |
| Salas de la Ribera       | Salas                                  | | - Del gótico SALA 'propiedad agrícola', 'caserío', pero también 'fortificación', 'parapeto'. - El complemento Ribera alude al río Sil, y viene del latín RIPARIA 'ribera', 'vera de un río'. |
| Yeres                    | Eres                                   | Yeres (1182), Hyeres | Quizá de un antropónimo romano AERIUS o ERIUS con una terminación analógica (no etimológica) de genitivo en -IS: *AERIS o *ERIS, con el sentido de 'la propiedad de Aerius' o 'la propiedad de Erius'. |
| Las Vegas de Yeres       | As Veigas                              | | - Veigas: De la voz prerromana *IBAIKA 'tierra llana y fértil a la vera de un río'. - Yeres: Quizá de un antropónimo romano AERIUS o ERIUS con una terminación analógica (no etimológica) de genitivo en -IS: *AERIS o *ERIS, con el sentido de 'la propiedad de Aerius' o 'la propiedad de Erius'. |
| Castroquilame            | Castro                                 | Castro Quilame | Del latín CASTRU 'fuerte', 'ciudadela', 'sitio fortificado' + nombre de un antiguo posesor del pueblo *KIRAMINE, que parece tratarse de un antropónimo árabe, relacionado con کریم. KARIM 'noble', 'generoso'. |
| Robledo de Sobrecastro   | Robledo                                | Rovredo de Castro | - Robledo: Del latín ROBORE 'roble' + sufijo abundancial latino -ETU, con el significado conjunto de 'robledo', 'robledal'. - Sobrecastro: Del latín SUPER 'sobre', 'arriba de' + CASTRU 'fuerte', 'ciudadela', 'lugar fortificado'. |
| San Pedro de Trones      | San Pedro de Trones                    | Sancto Pedro de Trones (1182), Sant Pedro de Trones (1253), Sant Pedro de Otrones | - San Pedro: De SANCTUS PETRUS, nombre del santo advocado que se convierte en el patrón de este pueblo. - Trones: Del genitivo (posiblemente analógico) de algún nombre de persona latino, quizá *TRUNNIS. |

## Geografía física
Orografía
Cabrera se conforma en otras dos comarcas naturales o "subcomarcas" , al Este Cabrera Alta municipio de (Truchas) (el último pueblo de Cabrera Alta al Este es Pozos), cuyo relieve es más suave y al oeste Cabrera Baja, con un relieve más accidentado municipios de: Castrillo de Cabrera, Encinedo, Benuza, y Puente de Domingo Flórez).
Los límites con las comarcas vecinas son muy accidentados, excepto con la Cabrera Alta en su límite con La Valdería Alta en el que hay una continuación en el relieve y con el Bierzo Bajo en las zonas cercanas al municipio de Carucedo en el que el relieve es más suave.
Entre las dos comarcas se encuentra unas alturas, no tan grandes como las que las separan de las otras comarcas, que recorre de norte a sur una línea trazada desde El Morredero hasta La Tiembla, conformándose la separación de la cuenca hidrográfica del Duero, al Este, a través del río Eria y su afluente el río Truchillas y la del Miño-Sil al oeste con el río Cabrera y sus afluentes, los ríos Cabo, Silván y el río Benuza.
Limita por el Norte con las comarcas tradicionales de Valdueza y Bierzo Bajo y Maragatería; por el Este con las comarcas de La Valduerna y La Valdería; por el Oeste con la comarca de Valdeorras (provincia de Orense) y con las comarcas de Sanabria y La Carballeda (provincia de Zamora) por el Sur. Esta comarca está enmarcada dentro del sistema montañoso conocido como Montes de León cuyas cordilleras más importantes son los Montes Aquilianos, Sierra del Eje, Sierra Segundera y la Sierra de Cabrera.
Hidrografía

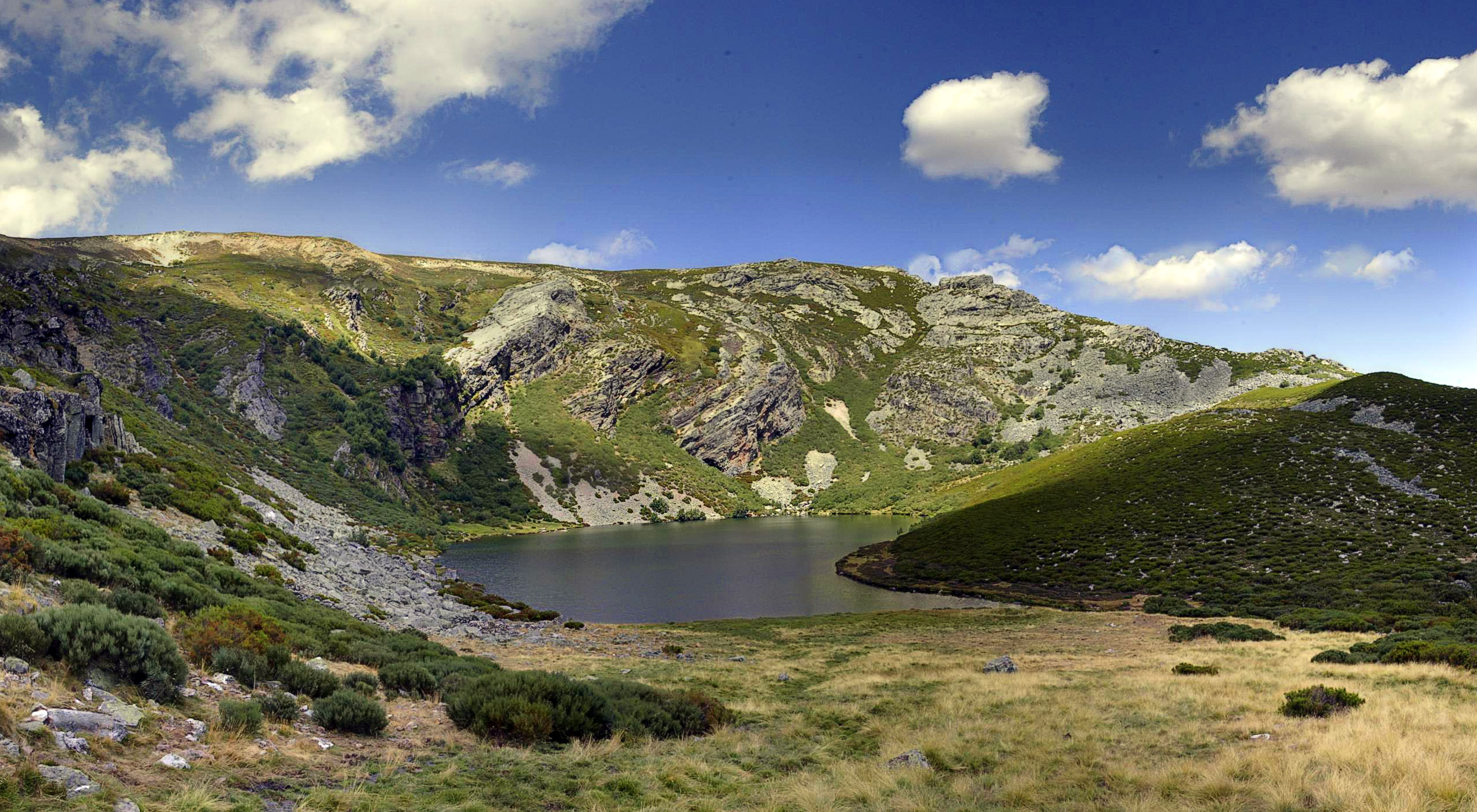
Lago de Truchillas.

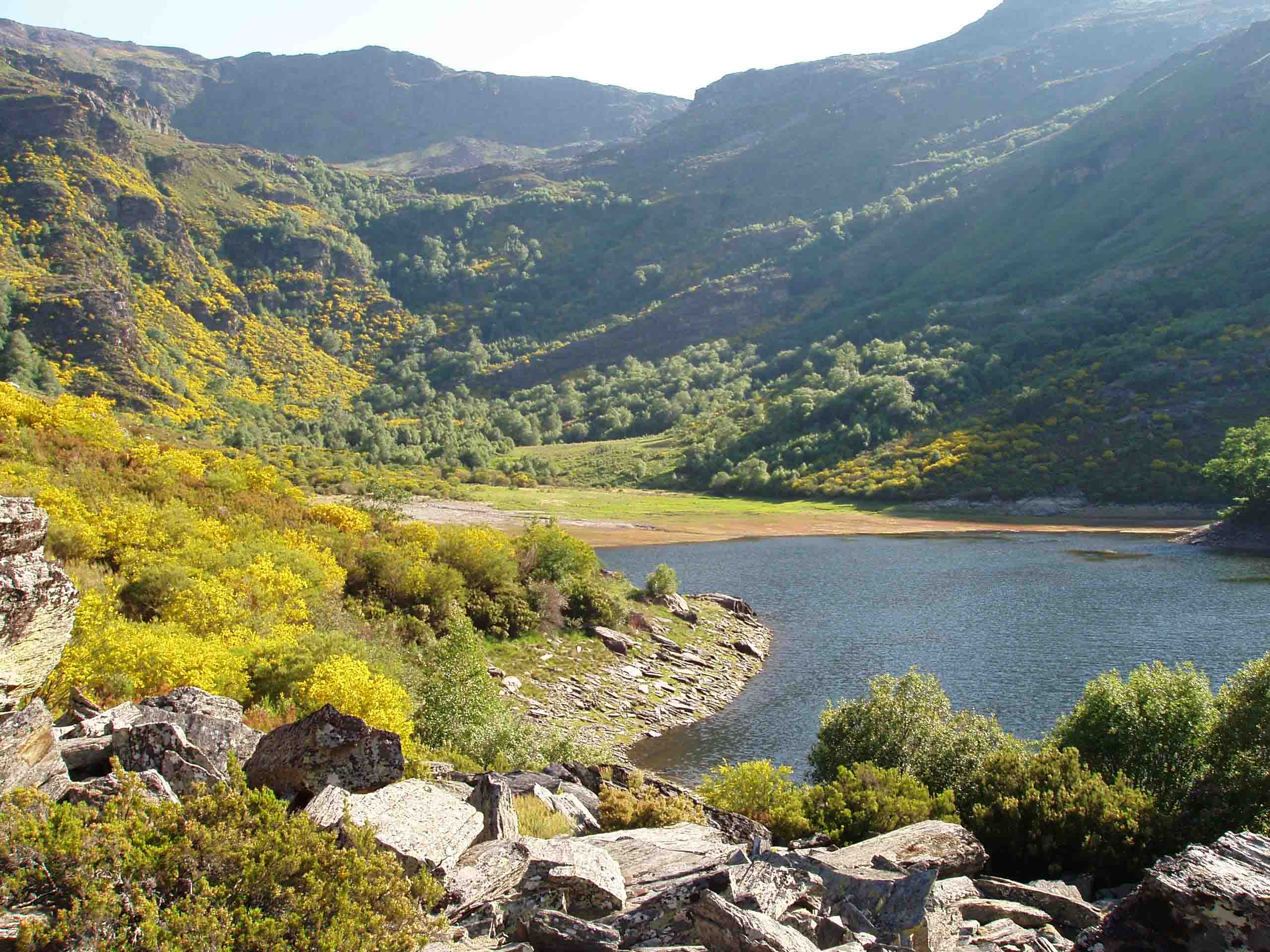
Lago de La Baña en el mes de junio.

En la comarca se sitúa la frontera entre dos cuencas hidrográficas, la del Miño (Cabrera-Sil) y del Duero (Eria). Los regímenes fluviales son pluvionivales, marcados con máximos en invierno (máximo de precipitaciones) y primavera (deshielo), y a un mínimo marcado en verano.
Cabrera cuenta con una importante cantidad de lagunas y lagos de origen glaciar. Entre ellos los más destacados son el lago de La Baña y el lago de Truchillas, catalogados como espacios naturales protegidos por la Junta de Castilla y León.

### Clima
El clima de la comarca es oceánico-continental, y es influenciado por la proximidad relativa del Atlántico y la baja latitud que proporciona rasgos mediterráneos. El clima se caracteriza por
- inviernos fríos, con heladas e importantes precipitaciones de agua y nieve.
- veranos cálidos, sobrepasando los 21 °C de media y los 30 de temperatura máxima, y con una fuerte sequía.

La altitud, que oscila entre 376 metros en el Puente de Domingo Flórez hasta más de 1200 en Forna, trae grand diversidad térmica. En las zonas bajas, las medias son de 12,7 °C (enero 5°, agosto 21°: cuatro a cinco meses de sequía, con julio y agosto totalizando menos de 20 mm mensuales). Las precipitaciones van comprendidas entre 800 y 1000 mm/año, y el sol luce unas 2100 h/año. La altitud provoca una bajada de las temperaturas y un aumento de las precipitaciones.

### Fauna y flora
| Aves                          | Aves                  | Aves                      | Mamíferos                      | Mamíferos                            | Mamíferos                                       |
| Nombre científico             | Nombre común          | Nombre cabreirés          | Nombre científico              | Nombre común                         | Nombre cabreirés                                |
| Accipiter gentilis            | Azor común            |                           | Apodemus flavicollis           | Ratón leonado                        | Ratu / Ratuneiru                                |
| Accipiter nisus               | Gavilán común         |                           | Apodemus sylvaticus            | Ratón de campo                       | Ratu / Ratuneiru                                |
| Acrocephalus arundinaceus     | Carricero tordal      |                           | Arvicola sapidus               | Rata de agua                         | Llurigón                                        |
| Actitis hypoleucos            | Andarríos chico       |                           | Arvicola terrestris            | Rata topera                          | Rata                                            |
| Aegithalos caudatus           | Mito                  | Milisendra                | Barbastella barbastellus       | Murciélago Barbastela                | Murciéganu / Mouruciegu                         |
| Alauda arvensis               | Alondra común         |                           | Canis lupus signatus           | Lobo                                 | Llobu                                           |
| Alcedo atthis                 | Martín pescador       | Picapeces                 | Capra pyrenaica                | Cabra montés                         |                                                 |
| Alectoris rufa                | Perdiz roja           | Perdiz rubia              | Capreolus capreolus            | Corzo                                | Corzu / Corza                                   |
| Anas crecca                   | Cerceta común         |                           | Cervus elaphus                 | Ciervo                               | Ciervu                                          |
| Anas platyrhynchos            | Ánade azulón          | Alavancu / Llavancu       | Chionomys nivalis              | Topillo nival                        | Toupu / Toupa                                   |
| Anser anser                   | Ánsar común           | Pata                      | Crocidura russula              | Musaraña gris                        | Musgaña                                         |
| Anser caerulescens            | Ánsar nival           | Pata                      | Dama dama (extinguido)         | Gamo                                 |                                                 |
| Anthus campestris             | Bisbita campestre     |                           | Eliomys quercinus              | Lirón careto                         | Llirón / Lleirón                                |
| Anthus spinoletta             | Bisbita alpino        |                           | Eptesicus serotinus            | Murciélago hortelano                 | Murciéganu / Mouruciegu                         |
| Anthus trivialis              | Bisbita arbóreo       |                           | Erinaceus europaeus            | Erizo europeo                        | Eirizu                                          |
| Apus apus                     | Vencejo común         | Birriu                    | Felis silvestris               | Gato montés                          | Gatu                                            |
| Aquila chrysaetos             | Águila real           | Éiguila / Aigla           | Galemys pyrenaicus             | Desmán ibérico                       | Toupa fedegosa                                  |
| Aquila pennata                | Aguililla calzada     | Éiguila / Aigla           | Genetta genetta                | Gineta                               | Algaria                                         |
| Ardea cinerea                 | Garza Real            |                           | Glis glis                      | Lirón gris                           | Llirón                                          |
| Asio otus                     | Búho chico            |                           | Hypsugo savii                  | Murciélago montañero                 | Murciéganu / Mouruciegu                         |
| Bubo bubo                     | Búho real             | Ñuétiga / Bufu /Mouchu    | Lepus castroviejoi             | Liebre de piornal                    | Lliebre                                         |
| Burhinus oedicnemus           | Alcaraván común       | Pernil                    | Lepus granatensis              | Liebre ibérica                       | Lliebre                                         |
| Buteo buteo                   | Ratonero común        | Alcarraz                  | Lynx pardinus (extinguido)     | Lince ibérico                        | Tigre                                           |
| Calandrella brachydactyla     | Terrera común         |                           | Lutra lutra                    | Nutria paleártica                    | Lluéndriga                                      |
| Caprimulgus europaeus         | Chotacabras gris      | Pitaciega                 | Martes foina                   | Garduña                              | Papialbu                                        |
| Carduelis cannabina           | Pardillo común        | Llinaceira                | Martes martes                  | Marta                                |                                                 |
| Carduelis carduelis           | Jilguero              | Xilgueiru                 | Meles meles                    | Tejón                                | Teixugu                                         |
| Carduelis chloris             | Verderón común        | Verderol                  | Micromys minutus               | Ratón espiguero                      | Ratu / Ratuneiru                                |
| Certhia brachydactyla         | Agateador común       | Engarradeira              | Microtus agrestis              | Topillo agreste                      | Toupu / Toupa                                   |
| Cettia cetti                  | Ruiseñor bastardo     |                           | Microtus arvalis               | Topillo campesino                    | Toupu / Toupa                                   |
| Chlidonias niger              | Fumarel común         |                           | Microtus duodecimcostatus      | Topillo mediterráneo                 | Toupu / Toupa                                   |
| Ciconia ciconia               | Cigüeña Blanca        |                           | Microtus lusitanicus           | Topillo lusitano                     | Toupu / Toupa                                   |
| Cinclus cinclus               | Mirlo acuático        |                           | Miniopterus schreibersi        | Murciélago de cueva                  | Murciéganu / Mouruciegu                         |
| Circaetus gallicus            | Culebrera europea     |                           | Mus musculus                   | Ratón casero                         | Ratu / Ratuneiru                                |
| Circus aeruginosus            | Aguilucho lagunero    |                           | Mus spretus                    | Ratón moruno                         | Ratu / Ratuneiru                                |
| Circus cyaneus                | Aguilucho pálido      |                           | Mustela erminea                | Armiño                               |                                                 |
| Circus pygargus               | Aguilucho cenizo      |                           | Mustela nivalis                | Comadreja                            | Denunciella / Durunciella / Drunciella          |
| Cisticola juncidis            | Buitrón               |                           | Mustela putorius               | Turón                                |                                                 |
| Clamator glandarius           | Críalo europeo        |                           | Myodes glareolus               | Topillo rojo                         | Toupu / Toupa                                   |
| Coccothraustes coccothraustes | Picogordo             | Escachanueces             | Myotis blythii                 | Murciélago ratonero mediano          | Murciéganu / Mouruciegu                         |
| Columba livia                 | Paloma bravía         | Palomba                   | Myotis daubentonii             | Murciélago ratonero ribereño         | Murciéganu / Mouruciegu                         |
| Columba oenas                 | Paloma zurita         | Palomba                   | Myotis myotis                  | Murciélago ratonero grande           | Murciéganu / Mouruciegu                         |
| Columba palumbus              | Paloma torcaz         | Turcal                    | Myotis nattereri               | Murciélago ratonero gris             | Murciéganu / Mouruciegu                         |
| Corvus corax                  | Cuervo                | Cuervu / Choya            | Neomys anomalus                | Musgaño de Cabrera                   | Musgaña                                         |
| Corvus corone                 | Corneja               |                           | Neomys fodiens                 | Musgaño patiblanco                   | Musgaña                                         |
| Corvus monedula               | Grajilla              |                           | Oryctolagus cuniculus          | Conejo                               | Coneyu / Sanchín                                |
| Coturnix coturnix             | Codorniz común        | Pazpallá / Cuarcayada     | Pipistrellus kuhlii            | Murciélago de borde claro            | Murciéganu / Mouruciegu                         |
| Coturnix japonica             | Codorniz japonesa     |                           | Pipistrellus nathusii          | Murciélago de Nathusius              | Murciéganu / Mouruciegu                         |
| Cuculus canorus               | Cuco común            | Cucu / Papudu / Cuquiellu | Pipistrellus pipistrellus      | Murciélago enano                     | Murciéganu / Mouruciegu                         |
| Cyanistes caeruleus           | Herrerillo común      |                           | Plecotus auritus               | Orejudo dorado                       | Murciéganu                                      |
| Delichon urbicum              | Avión común           |                           | Plecotus austriacus            | Orejudo gris                         | Murciéganu                                      |
| Dendrocopos major             | Pico picapinos        |                           | Rattus norvegicus              | Rata parda                           | Rata                                            |
| Dendrocopos minor             | Pico menor            |                           | Rattus rattus                  | Rata negra                           | Rata                                            |
| Elanus caeruleus              | Elanio común          |                           | Rhinolophus euryale            | Murciélago mediterráneo de herradura | Murciéganu / Mouruciegu                         |
| Emberiza calandra             | Triguero              | Chirrilliza               | Rhinolophus ferrumequinum      | Murciélago grande de herradura       | Murciéganu / Mouruciegu                         |
| Emberiza cia                  | Escribano montesino   | Escribideira              | Rhinolophus hipposideros       | Murciélago pequeño de herradura      | Murciéganu / Mouruciegu                         |
| Emberiza cirlus               | Escribano soteño      | Escribideira              | Rupicapra pyrenaica            | Rebeco                               |                                                 |
| Emberiza citrinella           | Escribano cerillo     | Escribideira              | Sciurus vulgaris               | Ardilla roja                         | Esguilu                                         |
| Emberiza hortulana            | Escribano hortelano   | Escribideira              | Sorex coronatus                | Musaraña tricolor                    | Musgaña                                         |
| Erithacus rubecula            | Petirrojo             | Pimenteira                | Sorex granarius                | Musaraña ibérica                     | Musgaña                                         |
| Falco columbarius             | Esmerejón             |                           | Sorex minutus                  | Musaraña enana                       | Musgaña                                         |
| Falco naumanni                | Cernícalo primilla    |                           | Sus scrofa                     | Jabalí                               | Xabaril / Xabarín                               |
| Falco peregrinus              | Halcón peregrino      |                           | Tadarida teniotis              | Murciélago rabudo                    | Murciéganu / Mouruciegu                         |
| Falco subbuteo                | Alcotán europeo       |                           | Talpa occidentalis             | Topo ibérico                         | Toupu / Toupa                                   |
| Falco tinnunculus             | Cernícalo vulgar      |                           | Ursus arctos                   | Oso pardo                            | Osu                                             |
| Ficedula hypoleuca            | Papamoscas cerrojillo |                           | Vulpes vulpes                  | Zorro                                | Raposa                                          |
| Fringilla coelebs             | Pinzón vulgar         | Pimpina                   | Anfibios y reptiles            | Anfibios y reptiles                  | Anfibios y reptiles                             |
| Fulica atra                   | Focha común           |                           | Nombre científico              | Nombre común                         | Nombre cabreirés                                |
| Galerida cristata             | Cogujada común        | Correcarriles / Cucuyada  | Alytes obstetricans            | Sapo partero común                   | Sapu campaneiru                                 |
| Gallinula chloropus           | Polla de agua         |                           | Anguis fragilis                | Lución                               | Alicrán / Alicranzu                             |
| Garrulus glandarius           | Arrendajo             | Gayu                      | Bufo calamita                  | Sapo corredor                        | Sapu                                            |
| Gyps fulvus                   | Buitre leonado        | Butre                     | Bufo bufo                      | Sapo común                           | Tangue                                          |
| Hippolais polyglotta          | Zarcero común         |                           | Blanus cinereus                | Culebrilla ciega                     | Culubrina                                       |
| Hirundo daurica               | Golondrina dáurica    | Andrulina                 | Chalcides striatus             | Eslizón tridáctilo ibérico           | Llagartu                                        |
| Hirundo rustica               | Golondrina común      | Andrulina / Andurina      | Chioglossa lusitanica          | Salamandra rabilarga                 |                                                 |
| Ixobrychus minutus            | Avetorillo común      |                           | Coronella austriaca            | Culebra lisa europea                 | Culuebra                                        |
| Jynx torquilla                | Torcecuello           |                           | Discoglossus galganoi          | Sapillo pintojo ibérico              |                                                 |
| Lanius collurio               | Alcaudón dorsirrojo   | Picanzu                   | Hyla arborea                   | Ranita de San Antón                  | Raniella                                        |
| Lanius meridionalis           | Alcaudón real         | Picanzu pegal             | Lacerta schreiberi             | Lagarto verdinegro                   | Llagartu                                        |
| Lanius senator                | Alcaudón común        | Picanzu coronal           | Lissotriton boscai             | Tritón ibérico                       | Salamanquina                                    |
| Lophophanes cristatus         | Herrerillo capuchino  |                           | Lissotriton helveticus         | Tritón palmeado                      | Salamanquina                                    |
| Loxia curvirostra             | Piquituerto común     |                           | Malpolon monspessulanus        | Culebra bastarda                     | Culuebra                                        |
| Lullula arborea               | Totovía               |                           | Natrix maura                   | Culebra viperina                     | Culuebra                                        |
| Luscinia megarhynchos         | Ruiseñor común        | Reisiñore                 | Natrix natrix                  | Culebra de collar                    | Culuebra                                        |
| Luscinia svecica              | Pechiazul             |                           | Pelobates cultripes            | Sapo de espuelas                     | Sapu                                            |
| Melanocorypha calandra        | Calandria             |                           | Podarcis bocagei               | Lagartija de bocage                  | Llagartixa                                      |
| Merops apiaster               | Abejaruco común       | Abiyarucu                 | Pelophylax perezi              | Rana común                           | Rana                                            |
| Milvus migrans                | Milano negro          |                           | Podarcis hispanica             | Lagartija ibérica                    | Llagartixa                                      |
| Milvus milvus                 | Milano real           |                           | Podarcis muralis               | Lagartija roquera                    | Llagartixa                                      |
| Monticola saxatilis           | Roquero rojo          |                           | Psammodromus algirus           | Lagartija colilarga                  | Llagartixa                                      |
| Monticola solitarius          | Roquero solitario     |                           | Psammodromus hispanicus        | Lagartija cenicienta                 | Llagartixa                                      |
| Motacilla alba                | Lavandera blanca      | Llavandeira               | Rhinechis scalaris             | Culebra de escalera                  | Culuebra                                        |
| Motacilla cinerea             | Lavandera cascadeña   | Llavandeira               | Rana iberica                   | Rana patilarga                       | Rana                                            |
| Motacilla flava               | Lavandera boyera      |                           | Salamandra salamandra          | Salamandra común                     | Salamanca                                       |
| Muscicapa striata             | Papamoscas gris       |                           | Tarentola mauritanica          | Salamanquesa común                   |                                                 |
| Neophron percnopterus         | Alimoche común        | Frangüesu / Frañusicu     | Timon lepidus                  | Lagarto ocelado                      | Llagartu                                        |
| Oenanthe hispanica            | Collalba rubia        | Rubialba                  | Trachemys scripta              | Galápago americano                   | Sapuconchu                                      |
| Oenanthe oenanthe             | Collalba gris         |                           | Triturus marmoratus            | Tritón jaspeado                      | Salamanquina                                    |
| Oriolus oriolus               | Oropéndola            | Ourupiéndula              | Vipera latasti                 | Víbora hocicuda                      | Víbora                                          |
| Otis tarda                    | Avutarda común        |                           | Vipera seoanei                 | Víbora de Seoane                     | Víbora                                          |
| Otus scops                    | Autillo europeo       |                           | Peces                          | Peces                                | Peces                                           |
| Parus major                   | Carbonero común       |                           | Nombre científico              | Nombre común                         | Nombre cabreirés                                |
| Passer domesticus             | Gorrión común         | Pardal                    | Anguilla anguilla              | Anguila                              | Enguila                                         |
| Passer montanus               | Gorrión molinero      | Pardal                    | Barbus barbus                  | Barbo                                | Barbu                                           |
| Perdix perdix                 | Perdiz pardilla       | Perdiz parda              | Achondrostoma arcasii          | Bermejuela                           | Sarda                                           |
| Periparus ater                | Carbonero garrapinos  |                           | Gobio gobio                    | Gobio                                | Pintáu                                          |
| Pernis apivorus               | Abejero europeo       |                           | Salmo trutta                   | Trucha común                         | Trueita                                         |
| Petronia petronia             | Gorrión chillón       | Pardal                    | Squalius carolitertii          | Bordallo                             | Escallu                                         |
| Phalacrocorax carbo           | Cormorán grande       |                           | Insectos y otros invertebrados | Insectos y otros invertebrados       | Insectos y otros invertebrados                  |
| Phoenicurus ochruros          | Colirrojo tizón       | Carboneira                | Nombre científico              | Nombre común                         | Nombre cabreirés                                |
| Phoenicurus phoenicurus       | Colirrojo real        |                           | Apis mellifera                 | Abeja                                | Abeya                                           |
| Phylloscopus bonelli          | Mosquitero papialbo   | Fullecu                   | Blatta orientalis              | Cucaracha común                      | Brata                                           |
| Phylloscopus collybita        | Mosquitero común      | Fullecu                   | Bombus                         | Abejorro                             | Abeyón                                          |
| Phylloscopus ibericus         | Mosquitero ibérico    | Fullecu                   | Coccinella septempunctata      | Mariquita                            |                                                 |
| Phylloscopus trochilus        | Mosquitero musical    | Fullecu                   | Coleoptera                     | Escarabajo                           | Escarabeyu                                      |
| Pica pica                     | Urraca                | Pega                      | Forficula auricularia          | Tijereta común                       | Rapaculus                                       |
| Picus viridis                 | Pito real             | Pito verdenal             | Gryllidae                      | Grillo                               | Griellu                                         |
| Podiceps cristatus            | Somormujo lavanco     |                           | Gryllotalpa gryllotalpa        | Alacrán cebollero                    | Alaclán                                         |
| Podiceps nigricollis          | Zampullín cuellinegro |                           | Lampyridae                     | Luciérnaga                           | Cocu rellumbrón                                 |
| Prunella collaris             | Acentor alpino        |                           | Lepidoptera                    | Mariposa                             | Barvuleta / Burbuleta / Panxulina / Volutrina   |
| Prunella modularis            | Acentor común         |                           | Limax limax                    | Babosa                               | Llumiaracu                                      |
| Ptyonoprogne rupestris        | Avión roquero         |                           | Lucanus cervus                 | Ciervo volante                       |                                                 |
| Pyrrhocorax pyrrhocorax       | Chova piquirroja      |                           | Lumbricus terrestris           | Lombriz de tierra                    | Meluca / Muruca / Millouquina (Lombriz pequeña) |
| Pyrrhula pyrrhula             | Camachuelo común      |                           | Caelifera                      | Saltamontes                          | Saltón                                          |
| Rallus aquaticus              | Rascón europeo        |                           | Paravespula vulgaris           | Avispa                               | Aseixón / Briespa / Abriespa / Bábaru / Abábaru |
| Regulus ignicapilla           | Reyezuelo listado     |                           | Pediculus humanus              | Piojo                                | Pioyu                                           |
| Regulus regulus               | Reyezuelo sencillo    |                           |                                |                                      |                                                 |
| Remiz pendulinus              | Pájaro moscón         |                           |                                |                                      |                                                 |
| Riparia riparia               | Avión zapador         |                           |                                |                                      |                                                 |
| Saxicola rubetra              | Tarabilla norteña     | Chascu                    |                                |                                      |                                                 |
| Saxicola torquata             | Tarabilla común       | Chascu                    |                                |                                      |                                                 |
| Serinus serinus               | Verdecillo            | Verderín / Chorrilleira   |                                |                                      |                                                 |
| Sitta europaea                | Trepador azul         |                           |                                |                                      |                                                 |
| Streptopelia decaocto         | Tórtola turca         | Rolla                     |                                |                                      |                                                 |
| Streptopelia turtur           | Tórtola europea       | Rolla                     |                                |                                      |                                                 |
| Strix aluco                   | Cárabo común          |                           |                                |                                      |                                                 |
| Sturnus unicolor              | Estornino negro       |                           |                                |                                      |                                                 |
| Sylvia atricapilla            | Curruca capirotada    | Papuda                    |                                |                                      |                                                 |
| Sylvia borin                  | Curruca mosquitera    | Papuda                    |                                |                                      |                                                 |
| Sylvia cantillans             | Curruca carrasqueña   | Papuda                    |                                |                                      |                                                 |
| Sylvia communis               | Curruca zarcera       | Papuda                    |                                |                                      |                                                 |
| Sylvia hortensis              | Curruca mirlona       | Papuda                    |                                |                                      |                                                 |
| Sylvia melanocephala          | Curruca cabecinegra   | Papuda                    |                                |                                      |                                                 |
| Sylvia undata                 | Curruca rabilarga     | Papuda                    |                                |                                      |                                                 |
| Tachybaptus ruficollis        | Zampullín chico       | Ferreiruelu               |                                |                                      |                                                 |
| Tachymarptis melba            | Vencejo real          |                           |                                |                                      |                                                 |
| Tetrao urogallus (extinguido) | Urogallo              |                           |                                |                                      |                                                 |
| Tetrax tetrax                 | Sisón común           |                           |                                |                                      |                                                 |
| Tichodroma muraria            | Treparriscos          |                           |                                |                                      |                                                 |
| Troglodytes troglodytes       | Chochín               | Carriza                   |                                |                                      |                                                 |
| Turdus merula                 | Mirlo común           | Miorla                    |                                |                                      |                                                 |
| Turdus philomelos             | Zorzal común          | Tordu / Malvís            |                                |                                      |                                                 |
| Turdus viscivorus             | Zorzal charlo         | Tordu / Malvís            |                                |                                      |                                                 |
| Tyto alba                     | Lechuza común         | Curuxa / Ñuétiga / Fixuca |                                |                                      |                                                 |
| Upupa epops                   | Abubilla              | Abubiella / Bubiella      |                                |                                      |                                                 |
| Vanellus vanellus             | Avefría europea       |                           |                                |                                      |                                                 |

| Árboles y arbustos frutales               |                           | |
| Nombre científico                         | Nombre común              | Nombre cabreirés                                                                                                   |
| Castanea sativa                           | Castaño                   | Castañeiru / castañal                                                                                              |
| Crataegus azarolus                        | Acerolo                   | Azarolu |
| Ficus carica                              | Higuera                   | figal |
| Juglans regia                             | Nogal                     | ñugal / Conchal / Cunchal / Nugueiru                                                                               |
| Laurus nobilis                            | Laurel                    | Llaurel / / Lloureiru / Aureleiru / Aurel                                                                          |
| Malus domestica                           | Manzano                   | Manzaneiru / Manzanal                                                                                              |
| Morus nigra                               | Moral                     | Moral |
| Olea europaea                             | Olivo                     | Olivu / Oulivu |
| Prunus avium                              | Cerezo                    | Zreisal / Cereisal                                                                                                 |
| Prunus domestica                          | Ciruelo                   | Ameixanal |
| Prunus dulcis                             | Almendro                  | Almendral |
| Pyrus communis                            | Peral                     | Peral |
| Ribes                                     | Grosellero                | Barrusal |
| Ribes uva-crispa                          | Grosella espinosa europea | Xelimbromu |
| Sambucus nigra                            | Saúco                     | Sabugueiru |
| Sorbus domestica                          | Serbal común              | Silba / Silbal / Bifural                                                                                           |
| Árboles silvestres, arbustos y matorrales |                           | |
| Nombre científico                         | Nombre común              | Nombre cabreirés                                                                                                   |
| Acer pseudoplatanus                       | Arce blanco               | Prada / Prádana |
| Alnus glutinosa                           | Aliso común               | Oumeiru / Umeiru /Aumeiru                                                                                          |
| Arbutus unedo                             | Madroño                   | Érbadu / Iérbadu / Erbedeiru                                                                                       |
| Fraxinus angustifolia                     | Fresno                    | Freñu / Freñe / Fresñe / Fresnu                                                                                    |
| Ilex aquifolium                           | Acebo                     | Acebru |
| Populus nigra                             | Álamo negro               | Chopu / Chopru |
| Pistacia terebinthus                      | Terebinto                 | Escuernacabra(s) / Cornobeteira                                                                                    |
| Quercus ilex                              | Encina                    | - Árbol: Encina / Ancina / Icina / Eicinal - Arbusto: Sardón / Sardonal / Sardoniza / Xardón / Xardonal / Carrascu |
| Quercus pyrenaica                         | Roble                     | - Árbol: Rebollu / Robre / Carbayu - Arbusto: Ramayu                                                               |
| Quercus suber                             | Alcornoque                | Sufreiru / Sufreira / Zufreiru                                                                                     |
| Sorbus aria                               | Mostajo                   | Mostayu / Amusteyu                                                                                                 |
| Sorbus aucuparia                          | Serbal de los cazadores   | Asiyu / Canzreixu / Canzereixu / Cancireixu / Musteyu                                                              |
| Taxus baccata                             | Tejo común                | Teixu |
| Ulmus minor                               | Olmo Común                | Negrillu / Negrillal / Ulmeiru                                                                                     |

| Árboles singulares             |         |           |                          |                        |               |                   |            |                                           |
| Nombre vulgar                  | Género  | Especie   | Pueblo                   | Motivo de singularidad | Perímetro (m) | Diámetro copa (m) | Altura (m) | Figura de protección                      |
| Roble de la plaza de la Ermita | Quercus | Pyrenaica | Forna                    | Dimensiones            | 3,35          | 18,5              | 12,31      | No tiene                                  |
| Nogal de la plaza de la Ermita | Juglans | Regia     | Forna                    | Dimensiones            | -             | 11,5              | 8          | No tiene                                  |
| Negrillo                       | Ulmus   | Minor     | Puente de Domingo Flórez | Escasez                | 1,5           | 9,8               | 15         | No tiene                                  |
| Teixu de la Ermita             | Taxus   | Baccata   | Noceda de Cabrera        | Edad y dimensiones     | 5,2           | 12                | 18,5       | Árbol singular - Junta de Castilla y León |

## Historia
En el periodo prerromano, Cabrera se situaba en la zona de extensión de cultura castreña, como lo muestra el gran número de castros que se encuentran en la comarca: (Corporales, Yeres, etc).
Autores romanos como Plinio el Viejo o Pomponio Mela y griegos como Estrabón, hablan de dos grupos principales separados por la Cordillera Cantábrica: los astures augustanos (o cismontanos), con capital en Asturica (Astorga, León), cuyos dominios llegaban hasta el Duero, y los astures transmontanos, que se extendían entre el río Sella y el Navia.
Se considera que el origen y formación de esta cultura radica, entre otros aspectos, en la mezcla de una población autóctona, cuyo origen no está muy claro, y la llegada de grupos de población de la zona centro-europea. No obstante, el conjunto de etnicidad de este grupo no parece nítido, y la mayoría de investigadores se inclinan por pensar en que la denominación astures sería solamente un convencionalismo empleado por los romanos a su llegada al Noroeste peninsular.
En el caso cabreirés es probable que estas tierras estuvieran habitadas por la tribu astur de los Cabruagénigos (Cabruagenigorum). Esta tribu estaba emparentada con los Zoelas, pero aunque formaba una gens propia, ambas tribus pertenecían a la Civitas Zoelarum, en la cual predominaba las gens de los Zoelas.

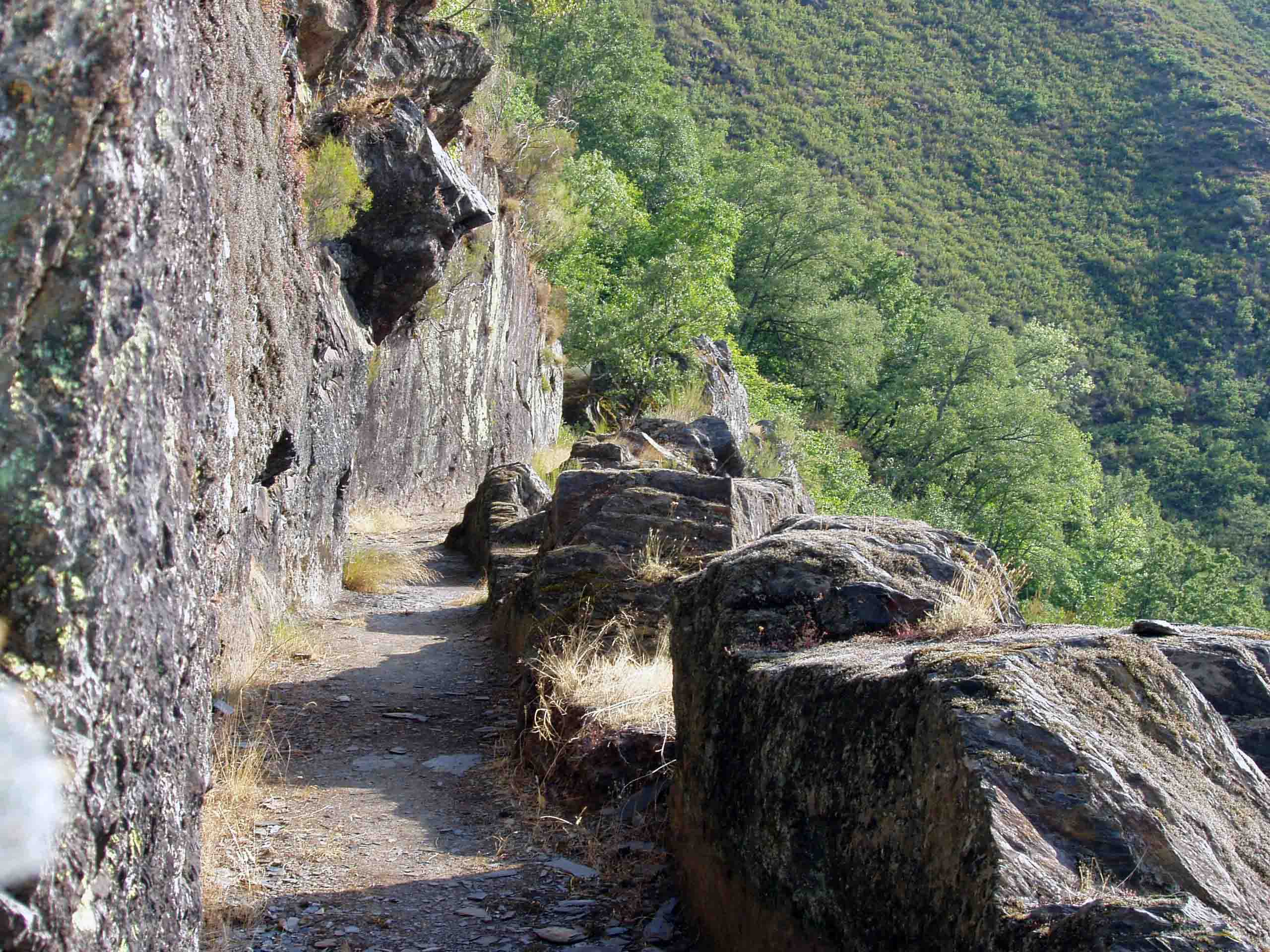
Carril o canal romano en Llamas de Cabrera

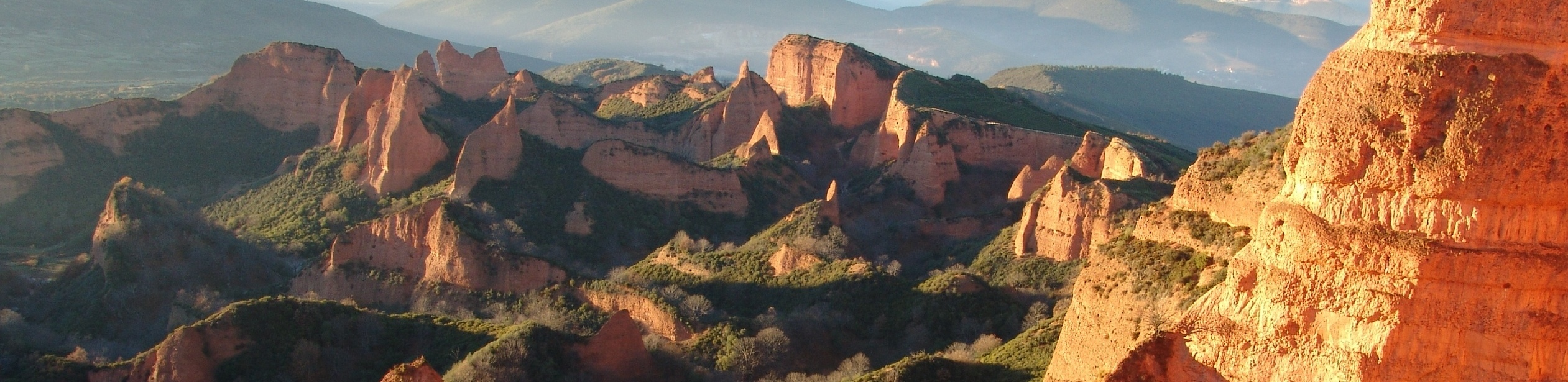
Las Médulas

La zona fue conquistada y pacificada por el emperador romano Augusto, y entregada a la provincia de Gallaecia en el conventum de Asturica Augusta (la actual Astorga). En la comarca se puede encontrar restos de carriles romanos que servían para llevar agua de afluentes del río Cabrera y de la cuenca del río Eria hasta las minas de oro de Las Médulas, situadas en la cercanía. También se encuentran castros prerromanos (Yeres, Corporales, etc.) de origen astur, explotación de Las Médulas, etc.

En cuanto a los asentamientos romanos, se señalan como principales los que corresponden a los castros de Nogar, Saceda, Castrillo de Cabrera, Truchas y Corporales, vinculados todos ellos a la época en que la fiebre del oro desplazó a un buen contingente de hombres del Imperio a dirigir los trabajos de extracción apoyados en una enorme masa de esclavos y las correspondientes legiones que aseguraban la llegada íntegra del precioso mineral a las arcas de Roma, a través de una antigua vía, que recorría desde la desembocadura del río Sil, toda Cabrera hasta llegar a Castrocontrigo.
Como en el resto de la provincia, o quizá con mayor intensidad, Cabrera vivió plenamente las instituciones del Alto Medievo. La Iglesia, con el establecimiento eremítico y monacal que caracterizó esta época, estuvo presente en toda Cabrera, a través de santos como Santo Martino o San Genadio de Astorga, y de las fundaciones que aglutinaba el Monasterio de San Pedro de Montes, conocidas con todo detalle a través de la numerosa documentación conservada, sobre todo en el Tumbo viejo del Monasterio de San Pedro de Montes de Valdueza, que recoge los privilegios, exenciones, y cartas de donación de este monasterio.

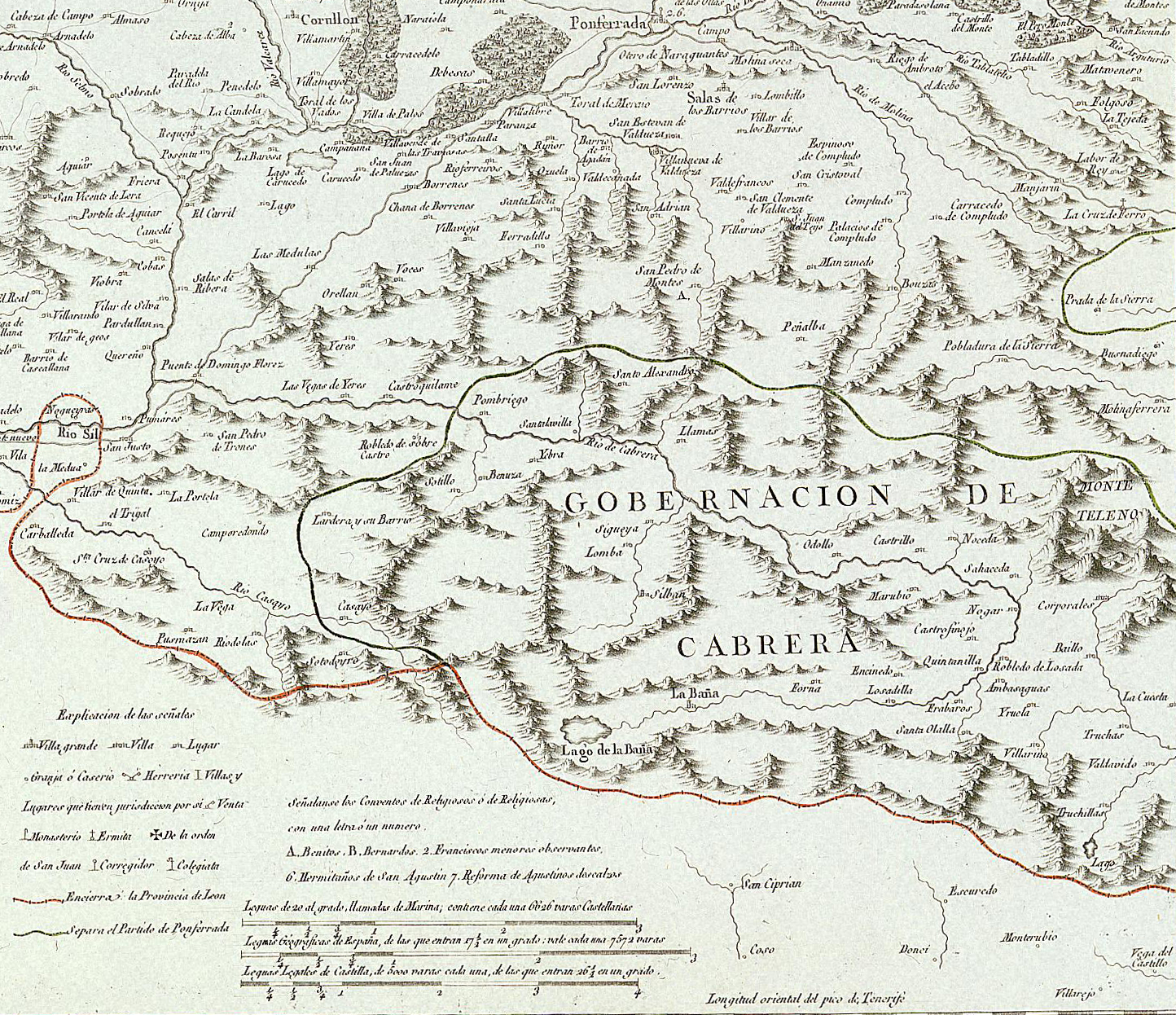
Mapa de la Gobernación de Cabrera (Partido de Ponferrada) elaborado por Tomás López en 1786.

En 1602 se elaboran las ordenanzas para la gobernación de Cabrera, quedando entonces dividida en tres partidos, representados por sus respectivas Juntas:
- Cabrera y Valle de Odollo
- Valle de Losada
- Ribera y Casayo

Estas Juntas, a su vez, estaban constituidas por un representante de cada uno de los treinta y nueve Concejos.
Las reuniones del Partido de Cabrera y Valle de Odollo se celebraban en la villa de Corporales (estaban representados todos los pueblos de Cabrera alta –excepto Villarino, integrado en el Partido del Valle de Losada- y cinco pueblos de la Ribera: Odollo, Castrillo, Saceda, Noceda y Nogar).
Las reuniones del Valle de Losada tenían lugar en Quintanilla de Losada. Y el Partido de Ribera y Casayo celebraba sus reuniones en Sigüeya. A este partido se le sumaban los pueblos de Casayo y Lardera que ahora pertenecen a la provincia de Orense.
El Catastro de la Ensenada, de 1749, recoge una detallada encuesta realizada a los habitantes de la Gobernación de Cabrera, donde se recopilan datos relativos a las propiedades territoriales, edificios, ganados, oficios, rentas, incluyendo los censos; incluso de las características geográficas de cada población. Los datos reflejados en estas estadísticas llevan a la conclusión de que Cabrera del siglo XVIII, debido a su aislamiento geográfico, apenas tuvo relaciones comerciales con el exterior y su economía de subsistencia se basaba básicamente en la agricultura, situación que continuó hasta mediados del siglo XX.
Así describía Pascual Madoz, en la primera mitad del siglo XIX, a la Gobernación de Cabrera en el tomo V del Diccionario geográfico-estadístico-histórico de España y sus posesiones de Ultramar:

Jurisdicción antigua en la provincia de León, partido judicial de Ponferrada. Era de señorío del marqués de Villafranca que nombraba gobernador. Había además 3 jueces, 1 en Corporales que es la alta Cabrera y 2 en la baja, residentes en Quintanilla y Sigüeya; el de Quintanilla de nombramiento real, y los otros 2 los proponían los ayuntamientos a la Chancillería de Valladolid, para la aprobación anual; el primero duraba 6 años; anteriormente los nombraba todos el marqués de Villafranca; eran jueces de prevención. En lo eclesiástico había dos arciprestazgos, uno en la alta, y otro en la baja, estando incluidos en la última algunos lugares de la primera. En muy pocos pueblos hay escuela de primeras letras, y donde hay dura solo 3 ó 4 meses de invierno, porque los padres prefieren se ocupen sus hijos en guardar el ganado y en otras mecánicas, durante los demás meses del año. La alta Cabrera produce centeno, algunas frutas y mucho y buen lino; la baja produce trigo, centeno, cebada, lino, algún vino, y todo género de legumbres y frutas. Es terreno sumamente quebrado, particularmente el de Cabrera baja, donde son tantos los precipicios y la inclinación de la tierra que cuesta mucho trabajo cultivarla, y una lluvia copiosa destruye en un momento la obra de muchos años, arrebatando toda la tierra sin dejar más que las peñas cubiertas de encinas, robles, pinos, escota, manzanos silvestres, cerezos, nogales, etc. Los pueblos de esta gobernación son 39, de ellos 24 pertenecen a Cabrera baja y partido de Ponferrada, 13 a la alta (partido de Astorga) y los restantes al partido de Villamartin en la provincia de Orense. Los de Cabrera baja son, Ambasaguas, la Baña, Benuza, Castrillo, Castrohinojo, Encinedo, Forna, Yebra, Llamas, Lomba, Losadilla, Marrubio, Nogar, Noceda, Odollo, Pombriego, Quintanilla de Losada, Robledo de Losada, Santa Eulalia, Saceda, Sigüeya, Silván, Sotillo y Trabazos; los de la alta, Baillo, Corporales, la Cuesta, Cunas, Iruela, Manzaneda, Pozos, Quintanilla de Yuso, Truchas, Truchillas, Valdavido, Villarino y Villar del monte; y los de la provincia de Orense, Lardera con su barrio de Camporredondo y Casayo.
Pascual Madoz.

La Cabrera Baja posteriormente se unía administrativamente a otras comarcas vecinas (Bierzo Bajo, Valdeorras,...) en el Partido Judicial de Ponferrada partido al que actualmente corresponde la administración judicial, formando parte los municipios de Benuza y Puente de Domingo Flórez del Consejo Comarcal de El Bierzo.

## Demografía
La extensión de la comarca es de 846 km², y su población (INE, 2016) de 3375 habitantes. La densidad de población es muy baja, en torno a los 3,99 hab/km².

### Municipios
| Fuente: Instituto Nacional de Estadística, 2016. Padrón Municipal de Habitantes |           |         |         |            |          |
| Municipio                                                                       | Población | Hombres | Mujeres | Superficie | Densidad |
| Benuza                                                                          | 503       | 288     | 215     | 172,90     | 2,91     |
| Castrillo de Cabrera                                                            | 134       | 72      | 62      | 115,87     | 1,16     |
| Encinedo                                                                        | 752       | 400     | 352     | 195,01     | 3,86     |
| Puente de Domingo Flórez                                                        | 1542      | 804     | 738     | 59,18      | 26,06    |
| Truchas                                                                         | 444       | 232     | 212     | 301,38     | 1,47     |
| Total                                                                           | 3375      | 1796    | 179     | 846        | 3,99     |

La segunda mitad del siglo XX estuvo marcada por una intensa emigración con destino mayoritario a Madrid, Cataluña, Alemania, Francia, Bélgica y Suiza. Especialmente dramáticas fueron las décadas de los 60, 70 y 80; periodo en el cual la comarca perdió la mitad de su población. Los que emigraron durante los años 50 y 60 salieron, en su mayoría, con destino Europa (principalmente Alemania, Francia, Bélgica y Suiza), mientras que aquellos que lo hicieron en los 70 y 80 pudieron quedarse en España, aprovechando una mejor situación económica y política, emigrando a Madrid y Cataluña.
| Fuente: Instituto Nacional de Estadística. Padrón Municipal de Habitantes |        |        |        |        |        |        |        |      |      |      |      |      |
| Año                                                                       | 1900   | 1910   | 1920   | 1930   | 1940   | 1950   | 1960   | 1970 | 1981 | 1991 | 2000 | 2010 |
| Población                                                                 | 11 209 | 11 005 | 10 886 | 10 589 | 10 812 | 11 388 | 11 033 | 8605 | 6099 | 5443 | 4910 | 3824 |
| Índice                                                                    | 100    | 98     | 97     | 94     | 96     | 102    | 98     | 77   | 54   | 49   | 44   | 34   |

Si la mayoría de los emigrantes salió fuera de la comarca, cabe notar que este periodo fue marcado por una fuerte tendencia a la concentración de la población de la comarca en los valles más accesibles del municipio de Puente de Domingo Flórez.
Si durante la primera mitad del siglo, solo un 17 - 21% de la población comarcal se localizaba en Puente de Domingo Flórez, esa cifra ascendió hasta un 44% en 2010 (densidad 29 hab/km² en 2010), pero en todos los municipios, la evolución demográfica es negativa. Si bien Puente de Domingo Flórez asciende en proporción, no lo hace en valor absoluto, perdiendo el 19% de su población entre 1991 y 2011. Esta disminución demográfica deja muchas tierras libres, y lo que podría ser un gran espacio natural, no es nada más que un paisaje abandonado, de difícil regeneración.
| Fuente: Instituto Nacional de Estadística. Padrón Municipal de Habitantes |      |      |      |      |      |      |      |      |      |      |      |      |
| Año                                                                       | 1900 | 1910 | 1920 | 1930 | 1940 | 1950 | 1960 | 1970 | 1981 | 1991 | 2000 | 2010 |
| Benuza                                                                    | 25   | 24   | 24   | 23   | 24   | 22   | 22   | 17   | 17   | 15   | 19   | 16   |
| Castrillo de Cabrera                                                      | 13   | 13   | 12   | 12   | 12   | 12   | 13   | 10   | 8    | 6    | 4    | 4    |
| Encinedo                                                                  | 21   | 21   | 21   | 21   | 19   | 22   | 21   | 22   | 17   | 20   | 21   | 23   |
| Puente de Domingo Florez                                                  | 17   | 17   | 18   | 19   | 21   | 20   | 19   | 24   | 34   | 38   | 40   | 44   |
| Truchas                                                                   | 24   | 25   | 25   | 24   | 24   | 24   | 25   | 28   | 24   | 21   | 16   | 13   |

| Fuente: Instituto Nacional de Estadística. Padrón Municipal de Habitantes |      |      |      |      |      |      |      |      |      |      |      |      |
| Año                                                                       | 1900 | 1910 | 1920 | 1930 | 1940 | 1950 | 1960 | 1970 | 1981 | 1991 | 2000 | 2010 |
| Benuza                                                                    | 2811 | 2598 | 2666 | 2465 | 2586 | 2552 | 2447 | 1470 | 1008 | 817  | 930  | 601  |
| Castrillo de Cabrera                                                      | 1416 | 1402 | 1310 | 1278 | 1297 | 1350 | 1438 | 829  | 494  | 324  | 191  | 152  |
| Encinedo                                                                  | 2393 | 2326 | 2253 | 2274 | 2064 | 2451 | 2305 | 1872 | 1054 | 1098 | 1027 | 870  |
| Puente de Domingo Flórez                                                  | 1935 | 1880 | 1975 | 1984 | 2284 | 2288 | 2049 | 2040 | 2066 | 2045 | 1985 | 1697 |
| Truchas                                                                   | 2654 | 2799 | 2682 | 2588 | 2641 | 2747 | 2794 | 2394 | 1477 | 1159 | 777  | 504  |

## Economía
En la actualidad, la principal y casi única actividad económica de la comarca son las canteras de pizarras, que si bien, pusieron fin a la emigración y trajeron un notable bienestar económico, ocasionan fuertes daños ambientales.
Distintas empresas contribuyen en gran medida a la economía provincial, al mantener miles de empleos directos y otros tantos indirectos. Cabrera junto con las comarcas vecinas de El Bierzo y Valdeorras es el primer productor mundial de pizarra.
Es de destacar la presencia de las únicas minas de interior de pizarra existentes en Castilla y León, concretamente en el pueblo de Odollo y en Benuza. Solamente existen otras dos explotaciones similares en Galicia, en Riodolas y en Villamartin de Valdeorras.

## Servicios públicos

### Educación
- Colegio Público Comarcal de Truchas.
- C.R.A. Santa Ana (Silván).
- C.R.A. Quintanilla de Losada.
- I.E.S.O. Puente de Domingo Flórez.

### Salud
- Centro de Salud de Puente Domingo Flórez.
- Centro de Salud de Cabrera (Truchas).
- Farmacia Ldo. Angel Martínez Fernández (La Baña).
- Farmacia Ldo. Enrique López Poncelas (Pombriego).
- Farmacia Lda. Mª Isabel García (Truchas).
- Farmacia Ldo. Martin Rubio (Puente De Domingo Florez).

## Cultura

### Lingüística

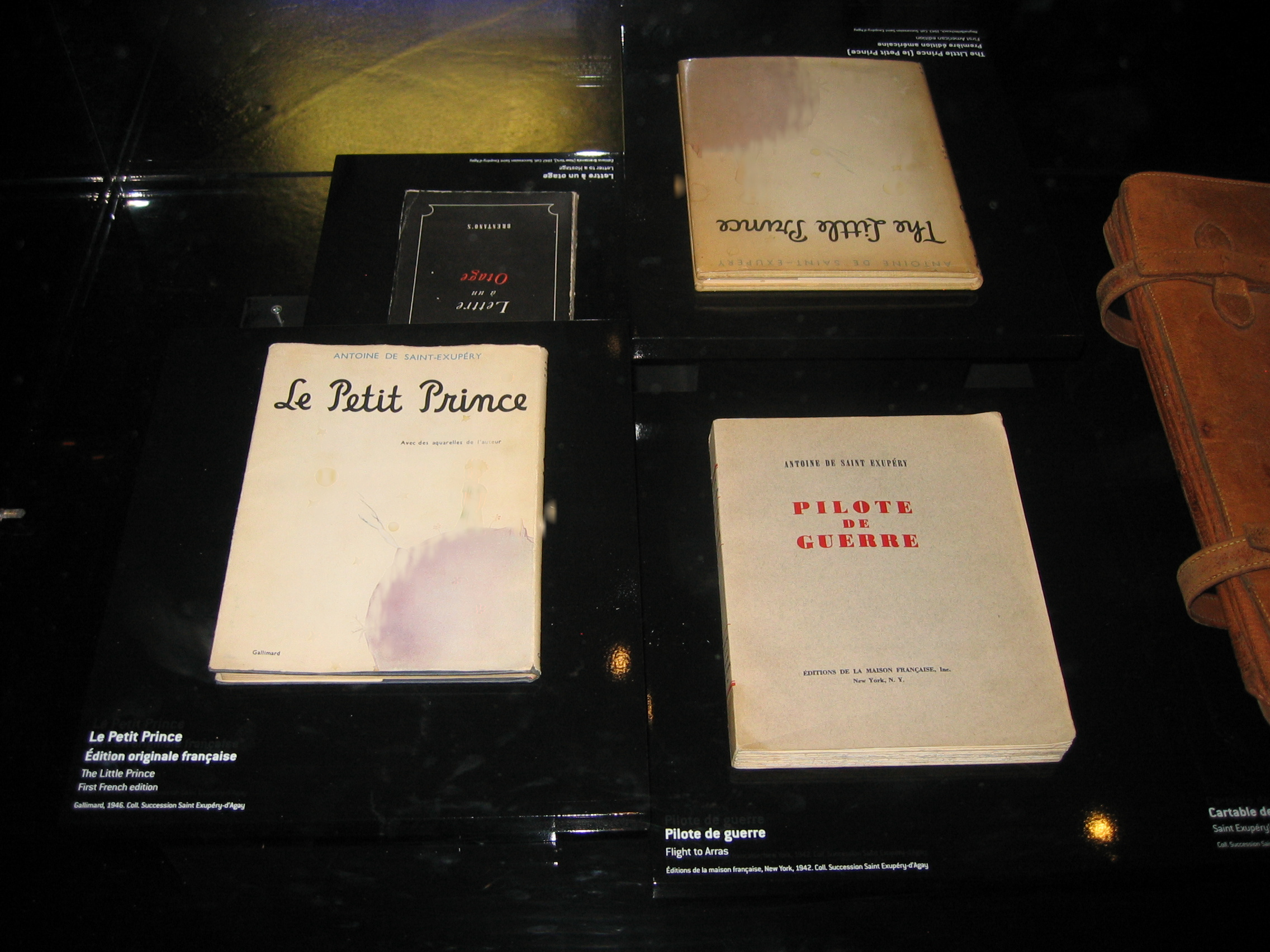
Fruto de la colaboración entre las asociaciones culturales Facendera pola Llengua y La Caleya se editó en 2009 El Prencipicu, versión en dialecto cabreirés de la obra del escritor francés Antoine de Saint-Exupéry, El Principito. Este libro surge como consecuencia de la labor pedagógica realizada con siete alumnos cabreireses de la Residencia de Estudiantes de Astorga dentro de la llamada Aula de Cultura Cabreiresa. Este ejemplar presenta ciertas características que lo diferencian de otras ediciones análogas; el narrador del libro se expresa en un lenguaje cabreirés general, mientras que algunos personajes hablan en dialecto bañés puro (La Baña), o en otras hablas de Cabrera Alta (Corporales) o Baja (Odollo). Estas hablas cabreiresas alternan los diminutivos -ín e -icu, y con el fin de evitar el -ín, general en León, que lo hacía coincidir con la traducción al asturiano que hiciera García Arias del mismo libro en los años ochenta, se optó por el diminutivo cabreirés -icu para el título: El Prencipicu.

Comarcas leonesas donde se habla asturleonés.

En la actualidad la lengua predominante es el castellano, pero con importante influencia, y presencia del leonés en su variante local conocida como cabreirés. En menor proporción también se habla un dialecto oriental del gallego en casi la totalidad del municipio de Puente de Domingo Floréz siendo el habla de la localidad de Castroquilame de transición entre el gallego oriental y el cabreirés.
El cabreirés es un dialecto asturleonés caracterizado por la palatalización de la l- inicial latina en ll- (lupus/lobo/llobu), frecuente palatalización de la n- inicial latina en ñ- (nebula/niebla/ñubrina) o la presencia de triptogaciones en la evolución de los grupos latinos -ct- o -lt- (tructam/trucha/trueita, multum/mucho/mueitu o noctem/noche/ñueite). Pese a estar en peligro de desaparición, son diversas las iniciativas que desde las administraciones de la comarca se realizan para conservar y revitalizar el habla tradicional de la zona, como el Festival Celta de Cabreira. En el estudio realizado por Concha Casado se hace referencia a las diferencias entre las formas habladas de los jóvenes y de los mayores en los años 40 de la década del siglo XX, dadas, probablemente, por la progresiva anulación del tradicional aislamiento de esta zona comarca que había preservado hasta entonces lenguaje y usos.
| Artículo 1º de la Declaración Universal de los Derechos Humanos |                           |                        | |
|                                                                 | Localización              | Bloque lingüístico     | Texto |
| Dialectos asturleoneses                                         |                           |                        | |
| Habla de Carreño                                                | Asturias                  | Asturleonés Central    | Tolos seres humanos nacen llibres e iguales en dignidá y drechos y, pola mor de la razón y la conciencia de so, han comportase fraternalmente los unos colos otros.         |
| Habla de Somiedo                                                | Asturias                  | Asturleonés Occidental | Tódolos seres humanos nacen ḷḷibres ya iguales en dignidá ya dreitos ya, dotaos cumo tán de razón ya conciencia, han portase fraternalmente los unos conos outros.          |
| Paḷḷuezu                                                        | León                      | Asturleonés Occidental | Tódolos seres humanos nacen ḷḷibres ya iguales en dignidá ya dreitos ya, dotaos cumo tán de razón ya conciencia, han portase fraternalmente los unos conos outros.          |
| Cabreirés                                                       | León                      | Asturleonés Occidental | Tódolos seres humanos ñacen llibres e iguales en dignidá y dreitos y, dotaos cumo están de razón y concéncia, han portase fraternalmente los unos pa coños outros.          |
| Mirandés                                                        | Trás-os-Montes (Portugal) | Asturleonés Occidental | Todos los seres houmanos nácen lhibres i eiguales an denidade i an dreitos. Custuituídos de rezon i de cuncéncia, dében portar-se uns culs outros an sprito de armandade.   |
| Otras lenguas romances                                          |                           |                        | |
| Portugués                                                       | Portugal                  | Portugués              | Todos os seres humanos nascem livres e iguais em dignidade e em direitos. Dotados de razão e de consciência, devem agir uns para com os outros em espírito de fraternidade. |
| Gallego                                                         | Galicia                   | Gallego                | Tódolos seres humanos nacen libres e iguais en dignidade e dereitos e, dotados como están de razón e conciencia, débense comportar fraternalmente uns cos outros.           |
| Castellano                                                      | Castilla                  | Castellano             | Todos los seres humanos nacen libres e iguales en dignidad y derechos y, dotados como están de razón y conciencia, deben comportarse fraternalmente los unos con los otros. |

## Personalidades relacionadas con Cabrera
- Artesanos
  - José Rodríguez Losada
- Bandoleros
  - Salvador Cañueto (Bandolero de Omaña)
- Deportistas
  - Vicky Losada
- Escritores
  - Alfredo Marcos Oteruelo
  - Brindis Morán
  - Enrique Gil y Carrasco
  - Manuel Garrido Silván
  - María Concepción Casado Lobato
  - Ramiro Pinilla
  - Ramón Carnicer Blanco
  - Xosepe Vega
- Ingenieros
  - Amable Liñán
- Músicos
  - Moisés Liébana
- Represaliados del franquismo
  - Antonio Bayo (El Ruso)
  - Manuel Girón Bazán